# 36 Ursae Majoris
36 Ursae Majoris (36 UMa) es una estrella en la constelación de la Osa Mayor de magnitud aparente +4,83. Se encuentra a 41,9 años luz del sistema solar.
36 Ursae Majoris es una estrella blanco-amarilla de tipo espectral F8V, una estrella semejante al Sol pero más caliente, con una temperatura efectiva de 6110 K.
De un tamaño similar al Sol, se estima que su masa es un 12% mayor que la masa solar. Con una edad aproximada entre 2700 y 3390 millones de años, es unos 1500 millones de años más joven que el Sol.
Tiene una metalicidad menor que la solar; distintos estudios sitúan este valor entre el 66 y el 83% del encontrado en el Sol.
36 Ursae Majoris forma un sistema binario amplio con Gliese 394 (HD 237903), enana naranja de tipo K7V y 4070 K de temperatura. De parecidas características a Groombridge 1618, es una estrella tenue con un 6% de la luminosidad solar y una masa de 0,69 masas solares. Visualmente a 123 segundos de arco de 36 Ursae Majoris, la separación real entre ambas estrellas es de al menos 2043 UA.

## Posibles compañeros subestelares
Se ha señalado la posible presencia de una tenue enana roja o enana marrón alrededor de 36 Ursae Majoris en una órbita muy excéntrica (ε = 0,8). Con una masa en torno al 7% de la masa solar, su período orbital sería de 18 años. Igualmente se ha especulado con la existencia de planetas o enanas marrones de masa inferior a 14 veces la masa de Júpiter. Sin embargo, ninguno de estos acompañantes ha podido ser confirmado hasta el momento.